# Laurentiuskirche (Bünde)

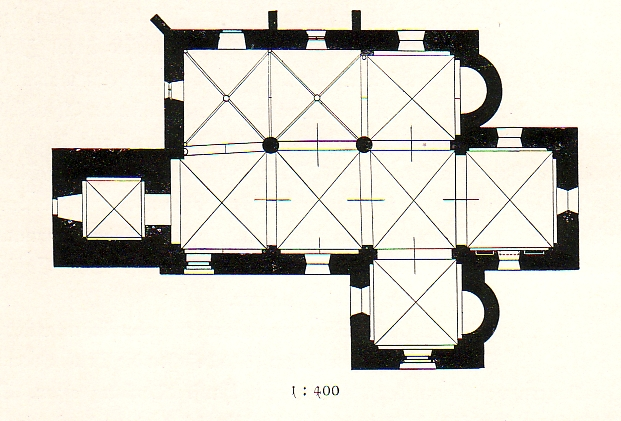
Grundriss der Kirche

Die Ev. Laurentiuskirche ist die älteste Pfarrkirche der evangelisch-lutherischen Lydia-Gemeinde in Bünde, Kreis Herford. Die Kirche in Bünde gilt als eine der ältesten Kirchen der Region. Ihre Gründung im späten 8. Jahrhundert fällt in die Zeit der Christianisierung des sächsischen Stammesgebietes.

## Geschichte
Eine verunechtete Urkunde Kaiser Ludwigs des Deutschen mit Datum vom 22. Mai 853 erwähnt erstmals die Kirche zu Bünde („Buginithi“) im Bistum Osnabrück. Das tatsächlich wohl um 886–888 entstandene Dokument nimmt Bezug auf eine ältere, nicht überlieferte Urkunde von Ludwig dem Frommen, in der die Schenkung der Kirche in Bünde an das Frauenkloster Herford bereits festgeschrieben worden war. Da die in der Urkunde vom „22. Mai 853“ ebenfalls bestätigte Schenkung der Kirche in Rheine im Bistum Münster an das Kloster Herford urkundlich für den 7. Juni 838 gesichert ist, dürfte die nicht überlieferte Urkunde Ludwigs des Frommen für Bünde in dieser Zeit ausgestellt worden sein. Die kaiserliche Schenkung und das Laurentius-Patrozinium der Kirche erlauben indes die Vermutung, dass die Kirche bereits im späten 8. Jahrhundert als Eigenkirche zu einem Königshof entstanden ist. Bei der heutigen Kirche handelt es sich um ein im Kern spätromanisches Bauwerk mit gerade geschlossenem Chor und ausladendem Querschiff mit zwei Seitenapsiden. Um 1507–1509 wurde die Kirche durch den Anbau eines nördlichen Seitenschiffs zu einer zweischiffigen Halle erweitert. Der Turm stammt aus dem 12. Jahrhundert.
Der Einbau einer neuen Heizungsanlage machte 1979 eine ausführliche archäologische Grabung notwendig, deren Ergebnisse die Bauperioden I, II, IIa, III, IV und V unterscheiden. Die dürftige Fundlage lässt die Kunsthistoriker bei den Datierungen äußerst vorsichtig sein. Periode I konnte nicht datiert werden, jedoch ging dem ersten nachweisbaren Bau bereits eine Siedlungsperiode voraus. Für Bau II kommt aufgrund der Mauertechnik das 10. Jahrhundert als Bauzeit in Frage. In Periode IIa wurde der noch heute sichtbare romanische Turm hinzugefügt. Im 13. Jahrhundert entstand der noch vorhandene spätromanische Kreuzsaal.
1985 wurde die Kirche unter Denkmalschutz gestellt.

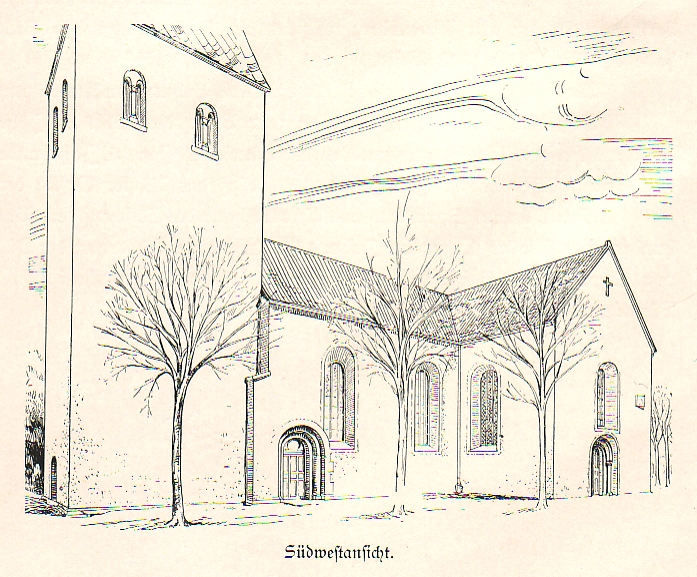
Südwestansicht 1908
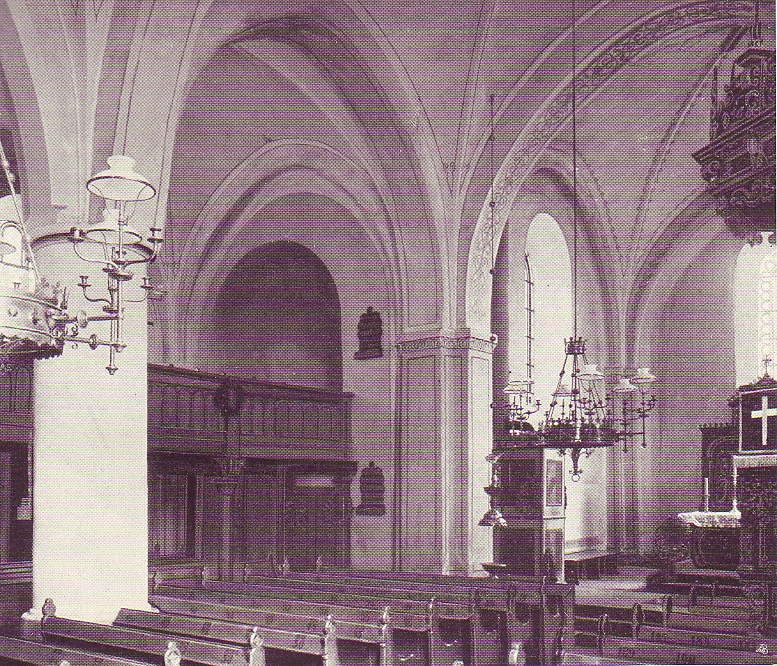
Innenraum nach Nordosten 1904
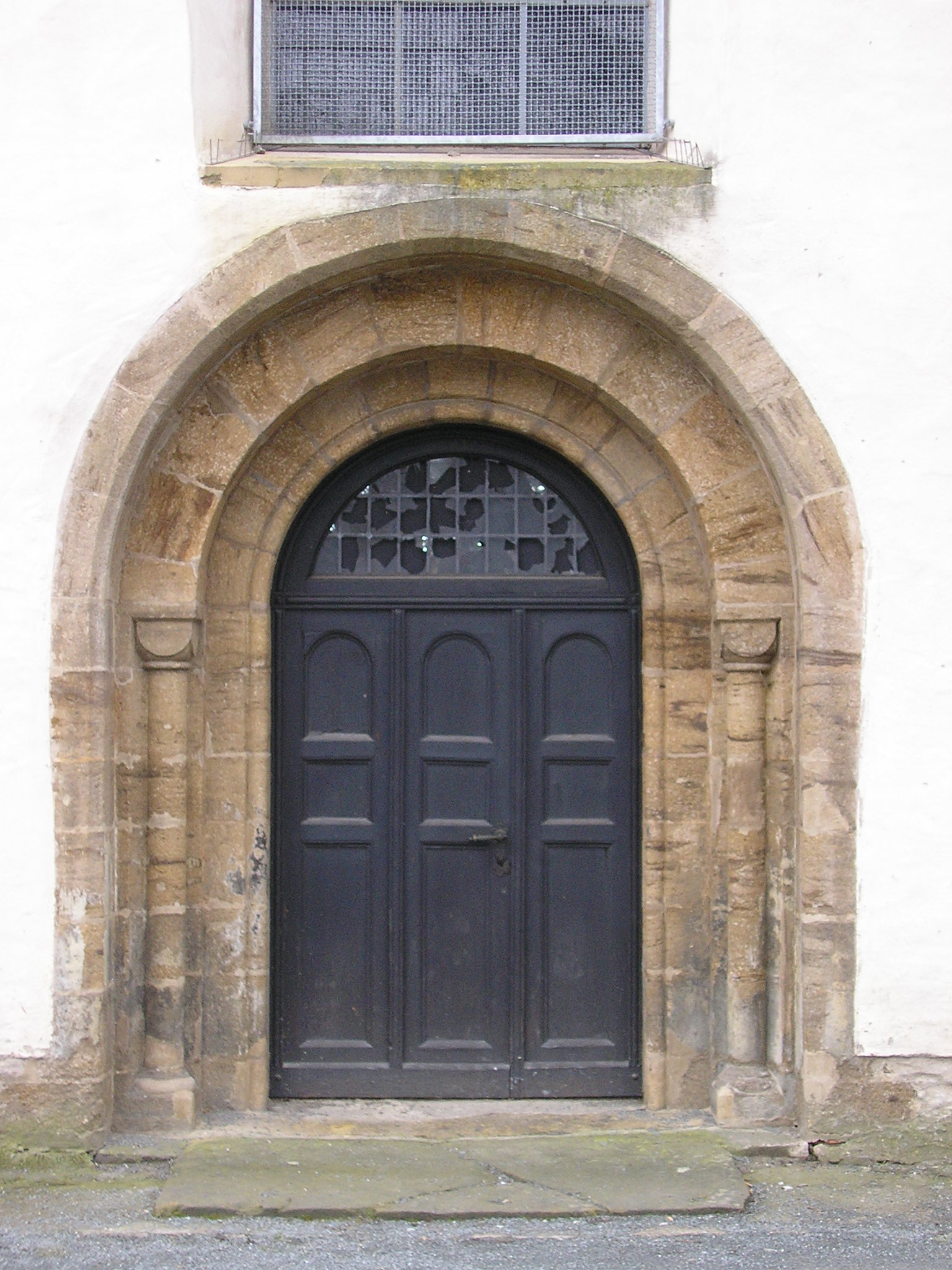
Portal südliches Querhaus
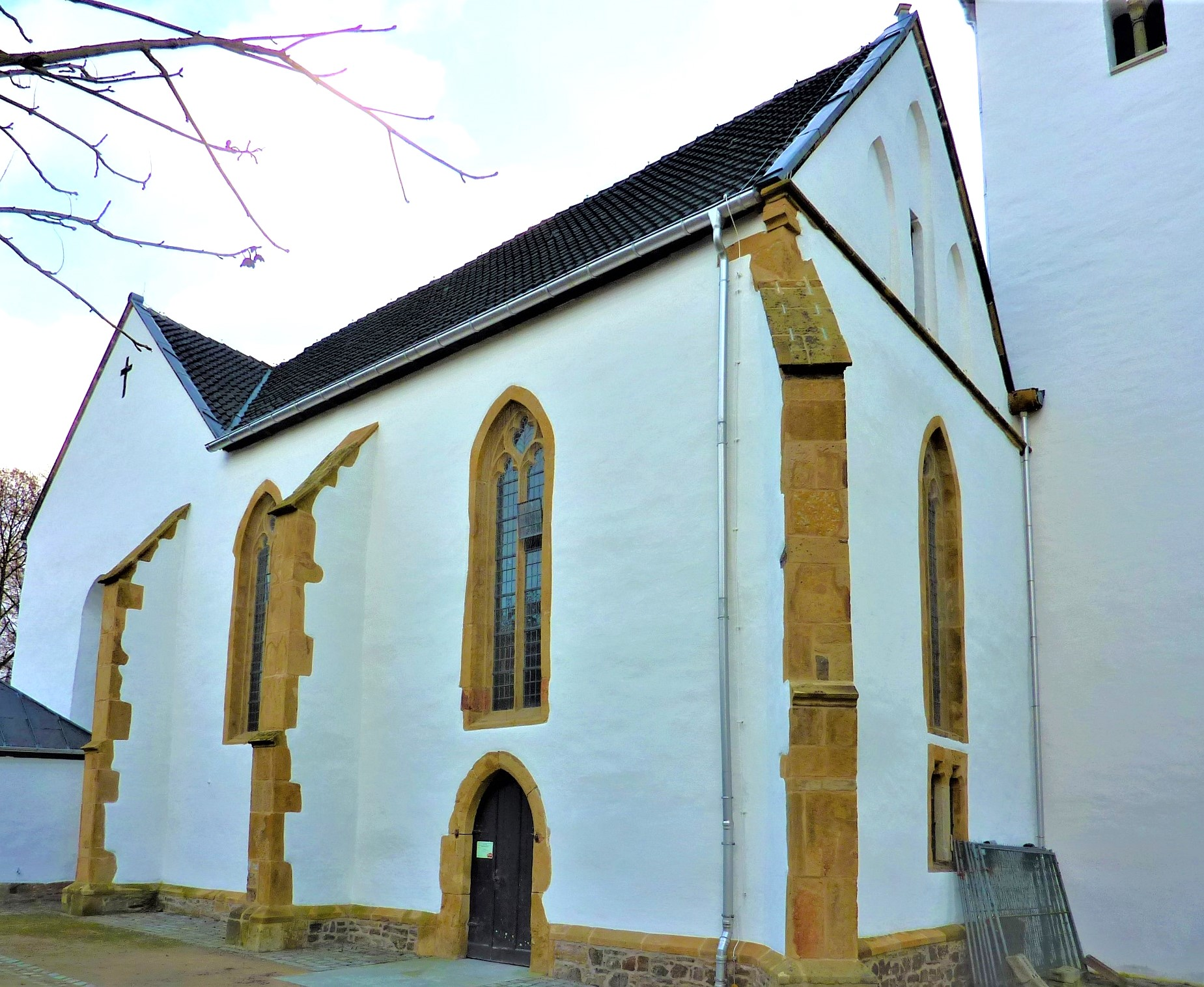
Nördliches Seitenschiff
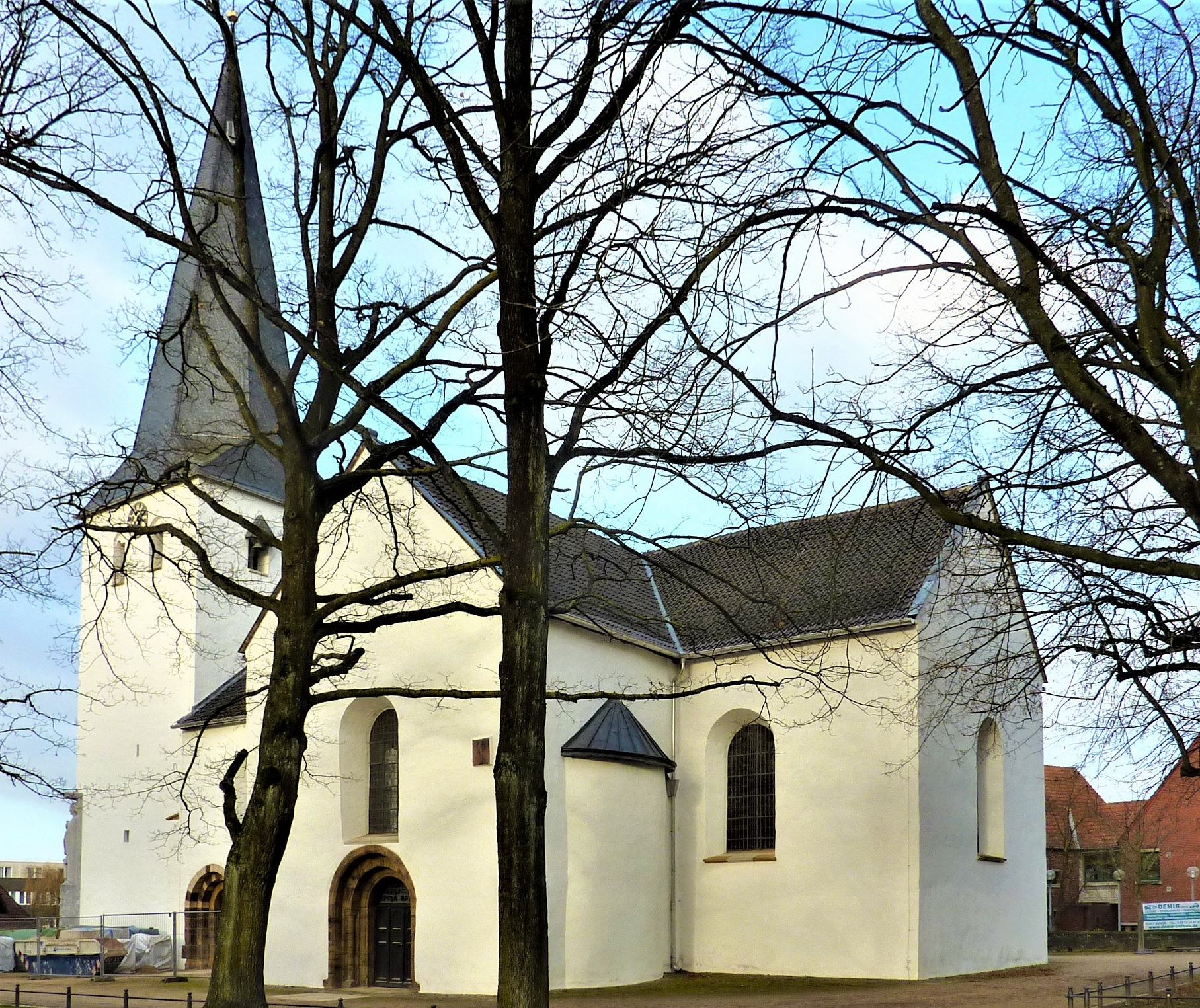
Ansicht vom Kirchhof aus